# Nowinka (województwo warmińsko-mazurskie)
Nowinka – wieś w Polsce położona w województwie warmińsko-mazurskim, w powiecie elbląskim, w gminie Tolkmicko na obszarze Parku Krajobrazowego Wysoczyzny Elbląskiej.
W latach 1975–1998 miejscowość położona była w województwie elbląskim.
Inne miejscowości o nazwie Nowinka: Nowinka